# Arpoador

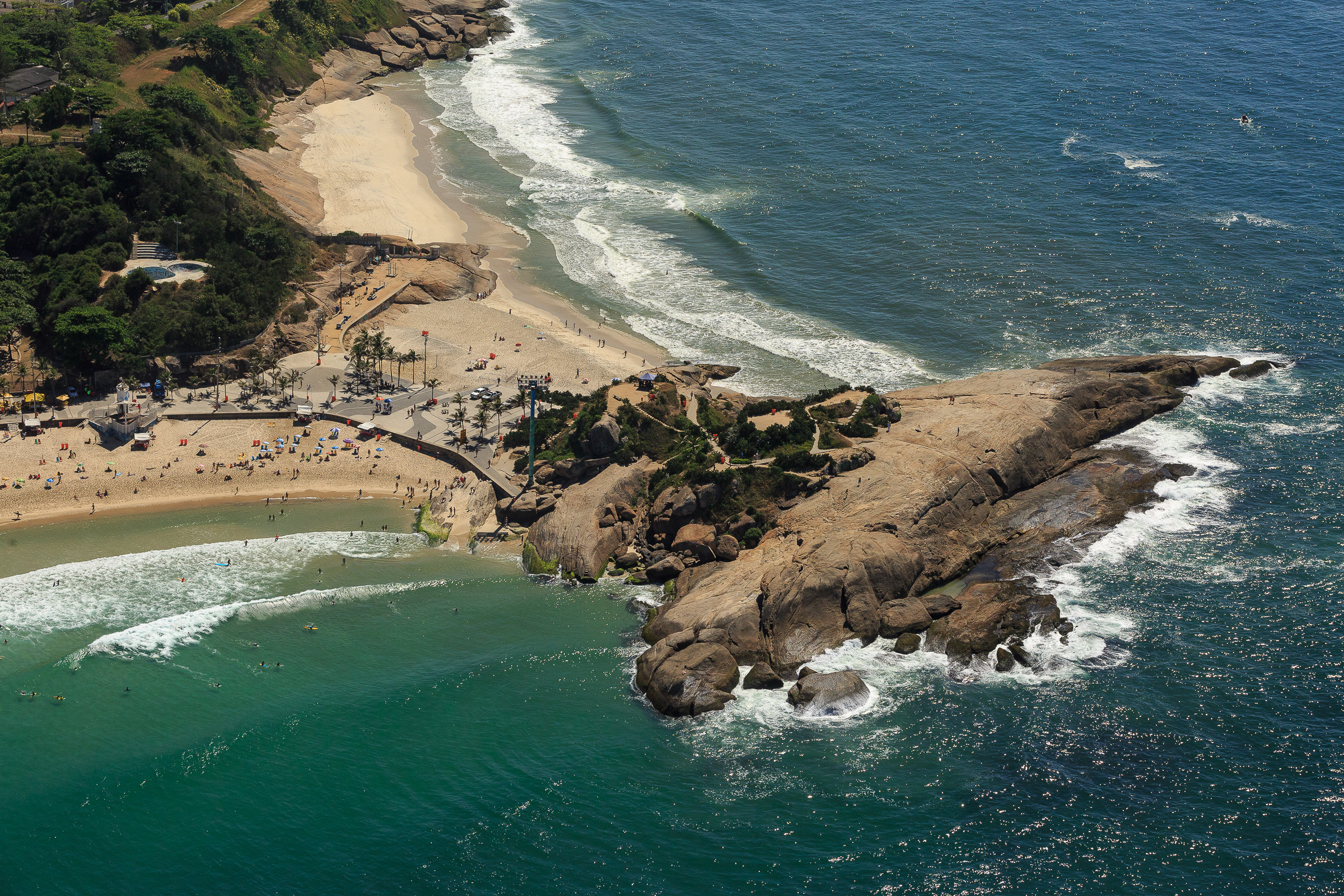
Arpoador, 2017

Arpoador, auch Pedra do Arpoador, portugiesisch ‚Felsen des Harpunenwerfers‘, ist der Name einer Felsformation und einer Halbinsel in Ipanema, Rio de Janeiro, Brasilien. Das Gewässer am Felsen, der als Kap in das Meer hineinragt, gilt als einer der besten Bereiche für das Wellenreiten in Rio de Janeiro. Der etwa 27 Meter hohe, in jüngerer Zeit bepflanzte Berg, der auch für seine spektakuläre Aussicht auf Sonnenuntergänge beliebt ist, begrenzt den Strand von Ipanema nach Osten und verfügt selbst über einen kleinen Sandstrand, die Praia do Arpoador, die sich in nördlicher Richtung über etwa 500 Meter bis zur Praia do Diabo an der angrenzenden Halbinsel des Forte de Copacabana erstreckt. Hier soll die Deutschbrasilianerin Miriam Etz 1948 erstmals den Bikini öffentlich getragen haben.